# Spirito libero (Shablo)
Spirito libero è un singolo del produttore discografico italo-argentino Shablo, pubblicato l'8 maggio 2025 come terzo estratto dal terzo album in studio Manifesto.
Il brano vanta della collaborazione del rapper italiano Guè, del cantautore italiano Joshua e del rapper italiano Tormento.

## Promozione
Il 1º maggio 2025 gli artisti hanno eseguito il brano per la prima volta in live al Concerto del Primo Maggio in piazza San Giovanni in Laterano a Roma.

## Video musicale
Il video musicale, diretto da Nicolò Bassetto, è stato pubblicato in concomitanza all'uscita del brano attraverso il canale YouTube di Shablo.

## Tracce
Testi di Cosimo Fini, Joshua Bale, Massimiliano Cellamaro ed Edoardo Medici, musiche di Cosimo Fini, Joshua Bale, Massimiliano Cellamaro, Pablo Miguel Lombroni Capalbo, Henry Cosby, Edoardo Medici, Silvia Rose Moy, Stevie Wonder e Vincenzo Luca Faraone.
1. La mia parola (feat. Guè, Joshua e Tormento) – 3:00